# 敦刻尔克战役
敦克爾克戰役，又稱敦克爾克大撤退（法語：Évacuation de Dunkerque），是第二次世界大戰時在歐洲大陸執行的一次戰略性撤退。德國軍隊瓦解法國馬奇諾防線後包抄英法盟軍，盟軍撤至敦克爾克（法國北部靠近比利時的港口）後，為了避免被德軍圍殲，執行了當時最大規模的撤退行動，名為「发电机行动」（Operation Dynamo）。撤退過程中，法軍在里爾圍城戰中拖延德軍進攻，至少多挽救了10萬以上的軍隊，以及在敦克爾克外圍奮勇抵禦。最終英國動員各種大小船隻，將大部分的士兵撤離歐洲大陸。同時留在大陸的法軍仍繼續抵抗，但無法阻止德軍於6月14日佔領巴黎，最終法國於6月22日與德國簽訂贡比涅停战协定。

## 历史背景

戰役地圖

1939年9月1日凌晨德國發動波蘭戰役，9月3日英國和法國對德國宣戰，但英國按兵不動、法軍主要守在馬其諾防線後，除了薩爾攻勢和部分海上衝突外，没有積極出兵支援波蘭。9月27日德軍佔領華沙，波蘭淪陷，此時英法兩國只譴責德國。到了1940年4月德軍佔領丹麥並入侵挪威後，英法軍隊才有實際行動協助挪威，但德國最終仍成功佔領挪威。
1940年5月10日清晨德軍在136个師、3,000多輛戰車引導下繞過馬其諾防線，以A、B兩個集團軍進攻比利時、荷蘭、法國、盧森堡等西歐國家。德軍的主攻由左翼的A集團軍指揮強大的裝甲部隊，向馬其諾防線的北端：曾被視為戰車無法通過之崎嶇森林阿登山區進攻，令向比利時進軍迎戰德軍右翼B集團軍的英法聯軍大出所料。僅十餘天時間，德國裝甲部隊就橫貫法國北部，直擊英吉利海峽岸邊。北部的聯軍被包圍在法國北部法蘭德斯地區。5月27日比利時軍隊投降，40萬名英法聯軍開始全部集中向敦克爾克撤退，西面的英吉利海峽成為聯軍絕處逢生的唯一希望。

### 「停止前进」的争论
當德軍從西、南、東3个方向朝敦克爾克步步緊逼，而德軍最近的裝甲部隊離這個港口僅10英里，5月24日德軍卻接到了元首阿道夫·希特勒親自下達的停止前進命令，這道命令後来引起了爭論，很多軍事歷史學家認為是希特勒干涉軍事指揮的命令。首先在法國北部的戰事明朗後，德軍需要為下一步作戰行動保存裝甲部隊實力，德軍總司令部曾計劃由B集團軍完成最後包圍，其次聯軍的反擊雖然效果不大，但加重部分德軍高級指揮官對部隊損耗的擔心，因快速突進的部隊使步兵部隊落後很遠。希特勒在走訪A集團軍司令部後認為有必要令突前的部队停止前進，阻擋敵軍突圍；同時德國空軍總司令帝國兼空軍元帥赫尔曼·戈林保證空軍可以擔當消滅包圍圈中聯軍的任務。另一個可能促成希特勒下達命令的原因，是他擔心部隊會困於敦克爾克外圍的河道縱橫地帶而陷入陣地戰，從而無法快速阻截英法部隊的撤退。此外也有人認為希特勒有政治上的打算，讓一部分英軍撤回英國，政治上有助於與英國議和。包括前線装甲部隊指揮官的一些將領反對希特勒的命令，他们認為應該繼續前進。
結果，英法聯軍在德軍B集團軍的壓迫下向敦克爾克撤退，而截斷他們退路的A集團軍雖然距離敦克爾克更近，卻在敦克爾克以西的運河地區停止進攻，並没有集結兵力沿著海岸包抄。當時聯軍為生存而戰鬥，於是加强了敦克爾克周邊地區的防禦陣地。雖然5月27日德軍部隊為阻止英法聯軍從敦克爾克撤退而恢復攻勢，但他們面臨敵人有組織的防線而無法突破。英法聯軍成功延遲了德軍進攻，並且為部隊撤離敦克爾克赢得更多時間。

## 战役过程

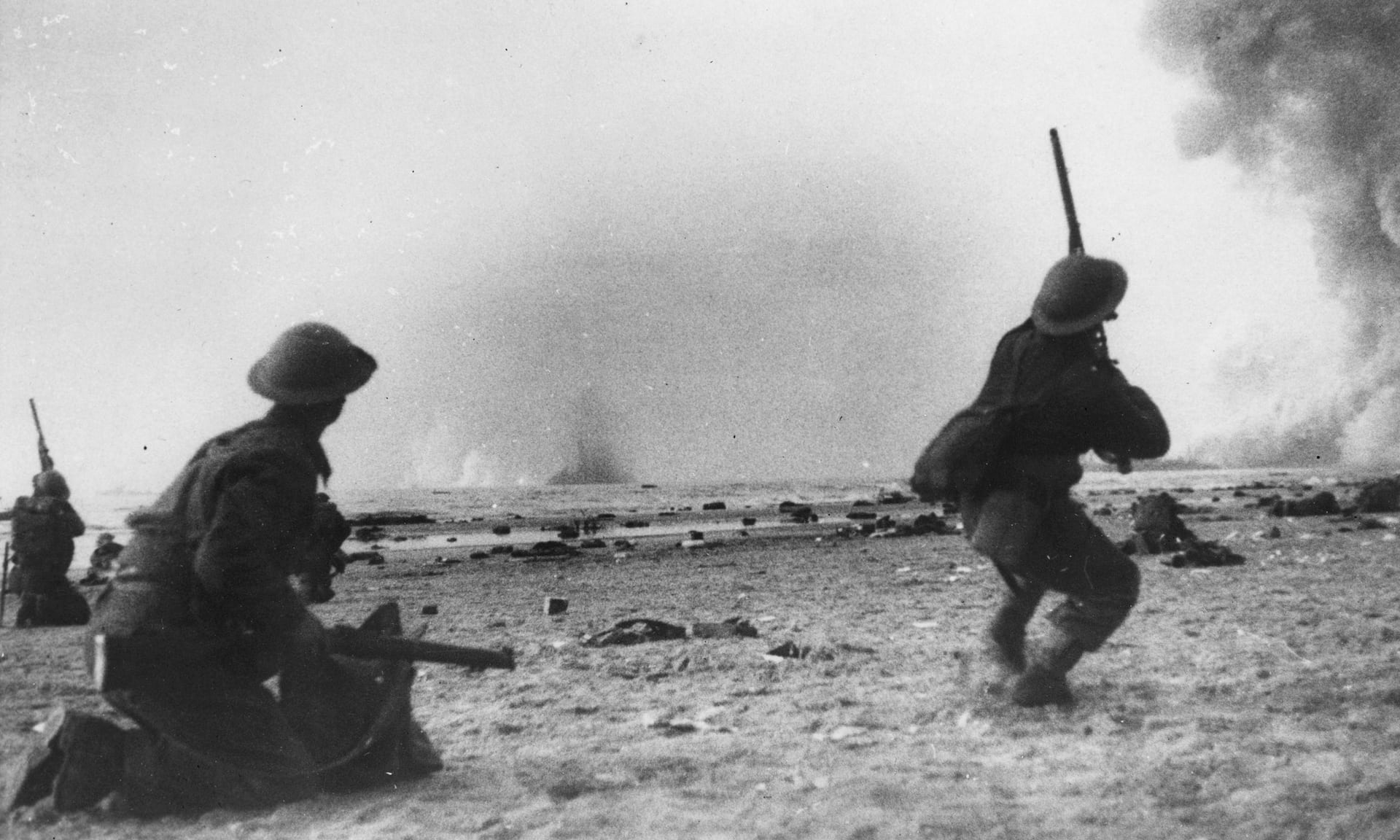
一名英國士兵在敦克爾克海灘上對低空轟炸的德國飛機開火

5月20日德軍部隊切斷了英法聯軍與其南翼法軍的聯繫，英法聯軍3個軍團约40个師被包圍在法、比邊境的法蘭德斯地區，随後德軍抵達英吉利海峽沿岸，聯軍被壓縮在寬50公里的敦克爾克周邊濱海地區。早在5月20日英國遠征軍司令戈特勳爵提出撤退，希望每天撤退10,000人，5月26日18:57，英國海軍部下令展開代號為發電機的撤退行動。
英國的撤退計畫面臨幾項難題，首先德國空軍在敦克爾克的港區內擊沉許多船隻，威脅進出水道的安全，在附近海域出沒的潜艇也大幅威脅水面船隻的安全，敦克爾克西面的沙灘區水深不足，英國皇家海軍的驅逐艦和運輸艦只能停泊在1.6公里之外，而最嚴重的問題是，英國能夠動用的船隻數量太少。
撤退計畫的執行由多佛的伯特倫·拉姆齊海軍中將指揮，第1步是調動運輸車輛，將食物和醫療設備送往多佛，以應付退回來的大批部隊。隨後，建立通訊網，以維持行動的順利。第一天德國空軍猛烈轟炸敦克爾克，將港口炸成廢墟，阻止聯軍撤退，英國海軍軍艦由於吃水深，無法靠近海灘，撤退速度較慢，5月27日只撤出了7,000多人，英國最樂觀的估計是能夠將45,000名部隊在德軍佔領海灘區前成功撤出，然而以第一天的作業效率來看，英國要40天才能將所有的人員撤離。
拉姆齊中將提出緊急呼籲平民提供船隻，無數業餘水手和私人船主也應召而来，他们駕著超過850艘駁船、貨輪、汽艇、漁船，甚至遊艇、內河船隻等，冒着德國飛機、潛艇和火砲的攻擊，穿梭於海峽之間，將一批批聯軍官兵送回英國本土。英軍使用地面、海上和空中的一切力量來支援這次行動。
5月28日敦克爾克地區惡劣的天氣，阻止了德軍空襲，近17,000人撤離。開始撤退後，德軍加强地面攻勢，並從空中和海上攻擊英法運輸船隊。英軍竭盡全力地堅守其東、西側戰線，以保持向海峽沿岸撤退的通道，並加緊部隊登船工作，各式各樣的小船負責接駁，還將卡車沉入海中，作為海灘延伸入海的登船棧橋。德軍投擲的炸彈在海邊沙灘上爆炸威力大减。5月29日撤出了47,000人，同時估計每小時有2,000名士官被送離法國海岸。5月30日霧氣導致能見度降低而再次阻止了德軍突襲，聯軍撤出近50,000多人，5月31日撤退人数達到68,000人。
敦克爾克的包圍圈逐步縮小，但德軍無法阻止聯軍從海上撤走部隊，英國空軍為了掩護地面撤退，總共出動2,739架次戰鬥機進行空中掩護，有力抗擊德軍的空襲，儘管在德軍空軍的攻擊下損失惨重，6月1日仍有60,000多人撤出。
由於德軍空襲和逼近敦克爾克海灘的砲火，6月2日撤退開始轉而利用夜間進行，其後3天聯軍利用暗夜的掩護每天將26,000人撤往英國，6月4日德軍攻陷敦克爾克，擔任殿後而来不及撤退的40,000名法國軍隊被俘。
撤退從5月26日開始進行至6月4日结束，歷時9天共有338,226人从敦克爾克撤回英國，其中英軍约215,000人、法軍约95,000人、比利時軍约33,000人。英國、法國、比利時和荷蘭同時動用各式艦船861艘，其中包括漁船、客輪、遊艇和救生艇等小型船隻，短短10天時間就把34萬大軍從危機中拯救出来，為盟軍日後的反攻保存大量的人員戰力。

## 损失统计

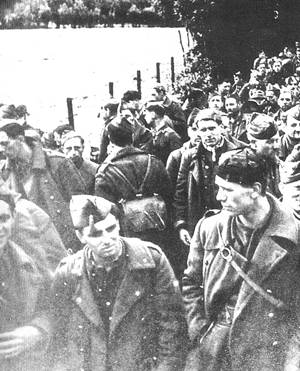
被德国俘虏的英法联军士兵

在撤退中英法聯軍將重裝備全部丟棄，撤回英國本土後，英法聯軍只剩步槍和数百挺機槍等轻武器，在敦克爾克的海灘上，英法聯軍共丟棄了近1,200門大砲、750門高射砲、500門反戰車砲、63,000輛汽車、75,000輛摩托車、700輛戰車、21,000挺機槍、6,400支反戰車步槍以及50萬噸軍需物资。英法联军有40,000餘人被俘，还有28,000餘人死傷。在撤退過程中總共出動861艘各型船艦，有226艘英國船和17艘法國船被德軍砲火擊沉。英國空軍在掩護撤退過程中總共出動2,739架次，損失飛機106架，英軍戰鬥機和地面防空火力击落德機約140架。一艘名為「蘭開斯特里亞號」豪華郵輪，曾被徵用為撤退軍事運輸船，後被德軍炸沉，至少3,500名英軍士兵死亡，是“鐵達尼號”罹難人數（約1500名）的兩倍以上。

## 战役影响
這次的撤退行動成功挽救了將近40萬名盟軍士兵，並成為4年後反攻歐洲及守護英國本土的根本。但盟軍所有的重型裝備（反裝甲武器、車輛、戰車等）都遺留在歐洲大陸，英國的地面防衛嚴重不足。由於許多地勤人員無法及時備戰，導致不列顛空戰初期的不足。
后来晋升为英国陆军元帅的蒙哥马利也在撤退官兵之列。两年后，蒙哥马利被丘吉尔委以重任派往北非，成功在第二次阿拉曼战役中击败德国和意大利軍隊，遏制了軸心國在北非的扩张。

## 後續
敦克爾克撤退結束後，英國首相邱吉爾就在下議院發表演講：
| “ | 我们必须极其小心，不要把这次撤退蒙上胜利的色彩，战争不是靠撤退来取胜的。……德国人拚命想击沉海面上数千艘满载战士的船隻，但他们被击退了，他们遭到了挫败，我们撤出了远征军！…… | ” |

他说明了英国将决心继续战斗：
| “ | 欧洲大片的土地和许多古老著名的国家，即使已经陷入或可能陷入秘密警察和纳粹统治的种种罪恶机关的魔掌，我们也毫不动摇，毫不气馁。我们将战斗到底。我们将在法国作战，我们将在海上和大洋中作战，我们将具有愈来愈大的信心和愈来愈强的力量在空中作战；我们将不惜任何代价保卫我们的岛屿。我们将在海滩上作战；我们将在敌人登陆地点作战；我们将在田野和街头作战；我们将在山区作战；我们决不投降。即使这个岛屿或它的大部分被征服并陷入饥饿之中，这是我一分钟也没有相信过的，我们在海外的帝国臣民仍要在英国舰队的武装保护之下，继续战斗，直到新世界在上帝认为适当的时候用它全部的力量和能力，来拯救和解放这个旧世界。…… | ” |

## 影视作品
- 《敦克爾克戰役（英语：Dunkirk (1958 film)）》(1958年電影)
- 《鄧寇克大撤退（英语：Weekend at Dunkirk）》(1964年電影)
- 《伦敦上空的鹰（英语：Eagles Over London）》(1969年電影)
- 《赎罪》(2007年電影)
- 《敦克爾克大行動》(2017年電影)
- 《最黑暗的時刻》(2017年電影)

### 註腳
1. ↑  Murray 2002，第42頁 (1985 ed.)
2. ↑  . filefront.com.   [2008-08-20]. （原始内容存档于2013-12-20）.
3. ↑  Site officiel de Dunkerque-Opération Dynamo （页面存档备份，存于）.

### 來源
- Bond, Brian. Britain, France and Belgium 1939–1940. London: Brasseys, 1990. ISBN 0-08-037700-9.
- Butler, J. R. M., ed. The War in France and Flanders 1939–1940: Official Campaign History. Uckfield, UK: Naval & Military Press Ltd., 2009. ISBN 978-1845740566.
- Holmes, Richard, ed. "France: Fall of". The Oxford Companion to Military History. New York: Oxford University Press, 2001. ISBN 0-19-866209-2.
- Hooton, E.R. Luftwaffe at War; Blitzkrieg in the West. London: Chevron/Ian Allen, 2007. ISBN 978-1-85780-272-6.
- Keegan, John. The Second World War. New York: Viking Penguin, 1989. ISBN 0-670-82359-7.
- Kershaw, Ian. Fateful Choices: Ten Decisions That Changed the World, 1940–1941. London: Penguin Books, 2008. ISBN 978-0141014180.
- Kilzer, Louis. Hitler's Traitor: Martin Bormann and the Defeat of the Reich. New York: Presidio Press, 2000. ISBN 0-89414-710-9.
- Liddell Hart, B.H. History of the Second World War. New York: G.P. Putnam, 1970. ISBN  0-30680-912-5.
- Lord, Walter. The Miracle of Dunkirk. New York: The Viking Press, 1982 / London: Allen Lane, 1983. Citations from the Wordsworth Military Library reprint of 1998. ISBN 185326685-X.
- MacDonald, John. Great Battles of World War II. Toronto, Canada: Strathearn Books Limited, 1986. ISBN 0-86288-116-1.
- McEwan, Ian. Atonement. London: Jonathan Cape, 2001. ISBN 0-224-06252-2.
- McGlashan, Kenneth B. with Owen P. Zupp. Down to Earth: A Fighter Pilot Recounts His Experiences of Dunkirk, the Battle of Britain, Dieppe, D-Day and Beyond. London: Grub Street Publishing, 2007. ISBN 1-904943-84-5.
- Murray, Willamson. Strategy for Defeat: The Luftwaffe 1935-1945. Princeton, New Jersey: University Press of the Pacific, 2002. ISBN 0-898-75797-5.
- Murray, Williamson and Allan R. Millett. A War to Be Won: Fighting the Second World War. Cambridge, Massachusetts: Belknap Press, 2000. ISBN 0-674-00163-X.
- Salmaggi, Cesare and Alfredo Pallavisini. 2194 Days of War: An Illustrated Chronology of the Second World War. New York: Gallery Books, 1993. ISBN 0-8317-8885-2.
- Shirer, William L. The Rise and Fall of the Third Reich: A History of Nazi Germany. New York: Simon & Schuster, 1959. ISBN 0-33070-001-4.
- Taylor, A.J.P. and S.L. Mayer, eds. A History Of World War Two. London: Octopus Books, 1974. ISBN 0-7064-0399-1.
- Thomas, Nick. RAF Top Gun: Teddy Donaldson CB, DSO, AFC and Bar, Battle of Britain Ace and World Air Speed Record Holder. London: Pen and Sword, 2008. ISBN 1-84415-685-0.
- Thompson, Major General Julian. Dunkirk: Retreat to Victory. London: Pan Books, 2009. ISBN 978-0-330-43796-7.
- Weinberg, Gerhard L. A World at Arms. New York: Cambridge University Press, 1994. ISBN 0-521-44317-2.
- Wilmot, Chester. The Struggle for Europe. Old Saybrook, Connecticut: Konecky & Konecky, 1952. ISBN 1-56852-525-7.

## 外部連結
- War Museum of Dunkirk （页面存档备份，存于）
- Dunkirk, Operation Dynamo - A post-blog of the Battle of Britain 1940
- Battle of Dunkirk short documentary with footage （页面存档备份，存于）
- Maps of the battle from the BBC （页面存档备份，存于）

51°02′03″N 2°22′37″E / 51.0343°N 2.37682°E